# МАР-290
МАР-290 је израелски вишецевни бацач ракета који се производи у калибру од 290 mm.

## Историја развоја
Бацач МАР-290 рaзвила је фирма Israel Military Industries крајем 1960-их година. У наоружање израелске војске уврштен је 1973. године. Прва борбена дејства имао је током Првог либанског рата, 1982. године.

## Конструкција
Четвороцевни лансер ракета монтира се на шасију америчког тенка Шерман, али је 80-тих година систем бивао монтиран на шасију британског тенка Центурион.

## Састав
У састав система улазе:
1. Лансер
2. Пуњач лансера ракетама
3. Транспортно возило
4. Систем за управљање ватром
5. Невођене ракете калибра 290 mm[3]

## Техничке карактеристике
| Калибр                                  | 290 mm         |
| Број шина на лансеру                    | 4 шине         |
| Маса пројектила                         | 600 kg         |
| Минимална даљина гађања                 | 10 kg          |
| Максимална даљина гађања                | 25 km          |
| 50,8 т                                  |                |
| Димензије лансера у склопљеном положају | 7,56×3,4×3,6 м |
| Трајање плотуна                         | 10 с           |
| Време претовара ракета                  | 10 мин.        |
| Посада                                  | 4 особе        |
| Година пријема у наоружање              | 1973.          |

## У наоружању
Израел — 20 јединица на залихама, од 2016. године.